# Yukari Satō
Pour les articles homonymes, voir Sato.
Ne doit pas être confondu avec Yukari Saito.
Yukari Satō (佐藤由加理, Satō Yukari), née le 22 novembre 1988 à Hamamatsu, dans la préfecture de Shizuoka, au Japon, est une chanteuse, idole japonaise du groupe de J-pop SDN48.

## Discographie

### DVD Solo
- 29 juillet 2011 – Aitakunacchatta … Norinori de Iyashiteageru ! (会いたくなっちゃった・・・ノリノリで癒してあげる!?)